# Заветы Ильича (платформа Дальневосточной железной дороги)
Заветы Ильича (в кодификаторах встречается Заветы Ильича-Сахалинские) — недействующая платформа Сахалинского региона Дальневосточной железной дороги. Названа по несуществующему ныне селу, в котором была расположена.

## История
Платформа открыта в 1920 году составе пускового участка Холмск-Сортировочный — Невельск.
Современное название — с 1 апреля 1946 года.

## Деятельность
Пассажирское сообщение по станции отсутствует с 1999 года. До этого от станции до Холмска курсировал местный поезд из двух вагонов японского производства с тепловозом ТГ16. 
Грузовые операции по станции не предусмотрены.